# علیرضا نثاری
علیرضا نثاری نمایندهٔ دورهٔ دوازدهم مجلس شورای اسلامی از حوزهٔ انتخابیهٔ نهاوند است که با کسب ۱۸۴۴۶ رایبه مجلس شورای اسلامی راه پیدا کرد.
نثاری فارغ‌التحصیل کارشناسی ارشد مهندسی عمران ، سازه  است که بیش از ١٨ سال سابقه کار در بنیاد مسکن شهرستان نهاوند را دارد .
از سوابق اجرایی وی میتوان به: ریاست بنیاد مسکن شهرستان نهاوند، عضویت در سازمان نظام مهندسی ساختمان استان همدان ، معاون فنی و اجرایی بنیاد مسکن انقلاب اسلامی شهرستان نهاوند و مسئول طرح ویژه بنیاد مسکن شهرستان نهاوند اشاره کرد .